# C'est La Vie/Brain Salad Surgery
C'est La Vie/Brain Salad Surgery, primo dei tre singoli pubblicati dalla Ricordi - serie Manticore (catalogo MAN 5407) nel maggio 1977, è l'edizione italiana del secondo singolo dell'artista inglese Greg Lake. 
Sia nell'edizione originale – avente come B side, il brano Jeremy Bender – che in questa, il lato B è opera di tutto il trio ELP.

## I brani

### C'est La Vie
C'est La Vie, presente sul lato A del disco, è il brano estratto dal doppio album Works Volume 1 e pubblicato – sempre come lato A – anche nelle edizioni aventi, come B-side, i brani Hallowed Be Thy Name (nell'edizione francese), Closer to Believing (in quella turca) e Jeremy Bender (nell'originale che non è né francese, né italiana, né turca).

### Brain Salad Surgery
Brain Salad Surgery, presente sul lato B del disco, è il brano già pubblicato 4 anni fa – subito dopo essere scartato, per ragioni di spazio, dall'omonimo album – come prima traccia dell'omonimo flexi-disc.

## Tracce
Testi di Peter Sinfield, musiche di Greg Lake compreso dove indicato.
1. C'est La Vie – 4:17 (edizioni musicali Palm Beach International Recordings Ltd.)
2. Brain Salad Surgery (Emerson, Lake & Palmer) – 3:07 (2º compositore: Keith Emerson; edizioni musicali Manticore Music Ltd.)

## Crediti
- Greg Lake – voce, chitarra acustica[1], basso[2]
- Orchestre de l'Opéra de Paris – diretta da Godfrey Salmon[1]
- Keith Emerson[6] – fisarmonica[1], Moog Constellation[2]
- Carl Palmer[6] – batteria[2]